# Audrey Totter
Audrey Mary Totter (Joliet, 20 december 1917 – Woodland Hills, 12 december 2013) was een Amerikaans actrice.

## Levensloop en carrière
Totter werd geboren in 1917. In het begin van haar carrière speelde ze in rollenspelen op de radio. Later zou ze overgaan naar de filmwereld. In 1945 speelde ze haar eerste filmrol in Main Street After Dark. Totter speelde haar grootste rollen in The Postman Always Rings Twice (1946), Lady in the Lake in 1947 en Any Number Can Play uit 1949. Haar laatste rol speelde ze in 1987 in Murder, She Wrote.
Audrey Totter was van 1953 tot 1995 gehuwd met Leo Fred. Ze hadden één kind. Totter overleed acht dagen voor haar 96ste verjaardag in 2013.
- Bibsys: 8013860
- Biblioteca Nacional de España: XX1068381
- Bibliothèque nationale de France: cb14044842n (data)
- Gemeinsame Normdatei: 140506098
- International Standard Name Identifier: 0000 0000 7822 2309
- Library of Congress Control Number: n78038682
- Nationale Bibliotheek van Israël: 987007318126605171
- Nederlandse Thesaurus van Auteursnamen: 230258433
- SNAC: w6nq62x5
- Système universitaire de documentation: 069379408
- Virtual International Authority File: 29734131
- WorldCat: E39PBJfrQV7KgRPHMrVHpJQcyd